# Gaeiras
Gaeiras est une freguesia portugaise du district de Leiria située dans la sous-région de l’Ouest.
Avec une superficie de 10,20 km2 et une population de 3 544 habitants (2001), la paroisse possède une densité de 182,2 hab/km2.